# Сенная Курья
Сенная Курья — бессточное длинное узкое озеро в России, в Томске на левой стороне Томи, южнее озера Тояново и старого Коммунального моста через Томь, до постройки которого было заливом, а в период «высокой» воды — протокой Томи. Ранее имело статус памятника природы, который в настоящее время снят. Вдоль озера пролегает улица Сенная Курья, к которой приписаны окрестные постройки.
Сенная Курья является старицей Томи. Длина озера в межень 4,5 километра, ширина — 100—200 метров, максимальная глубина 6-6,5 метра, расположено параллельно руслу Томи на расстоянии от 100—500 метров от него. Весной между Сенной Курьёй и расположенным южнее озером Колмацким существует протока, летом она пересыхает.
С 2003 года на побережье озера ежегодно проводятся Международные турниры по хоккею на песке среди мужских и женских команд, соревнования по пляжному волейболу и другие мероприятия.
В летний период до Сенной Курьи продлеваются автобусный маршрут № 4. На берегу озера продают шашлыки, курицу гриль и т. п. Из развлечений — пляжный волейбол, прокат лодок и катамаранов, в 2006 году был организован надувной мини-аквапарк, состоящий из 3 горок высотой до 8 метров.
Летом на озере также проводятся тренировки команды ТУСУРа по академической гребле. В июле 2007 года Администрацией Томска был объявлен конкурс на разработку проекта гребного канала на озере длиной 2,2 километра, глубиной 3 метра и шириной 6-8 дорожек по 12,5 метра. Заявок на конкурс не поступило, и он был признан несостоявшимся.
В озере водится караси, щуки и ротаны, изредка встречается окуни. Иногда в озере вылавливают экзотических рыб, нехарактерных для сибирских водоёмов.
Существуют предложения соединить каналом Сенную Курью и реку Чёрную, впадающую в Томь южнее озера, для того чтобы сделать озеро проточным, что поможет очистить озеро от ила и улучшить его санитарное состояние.